# Allen Street

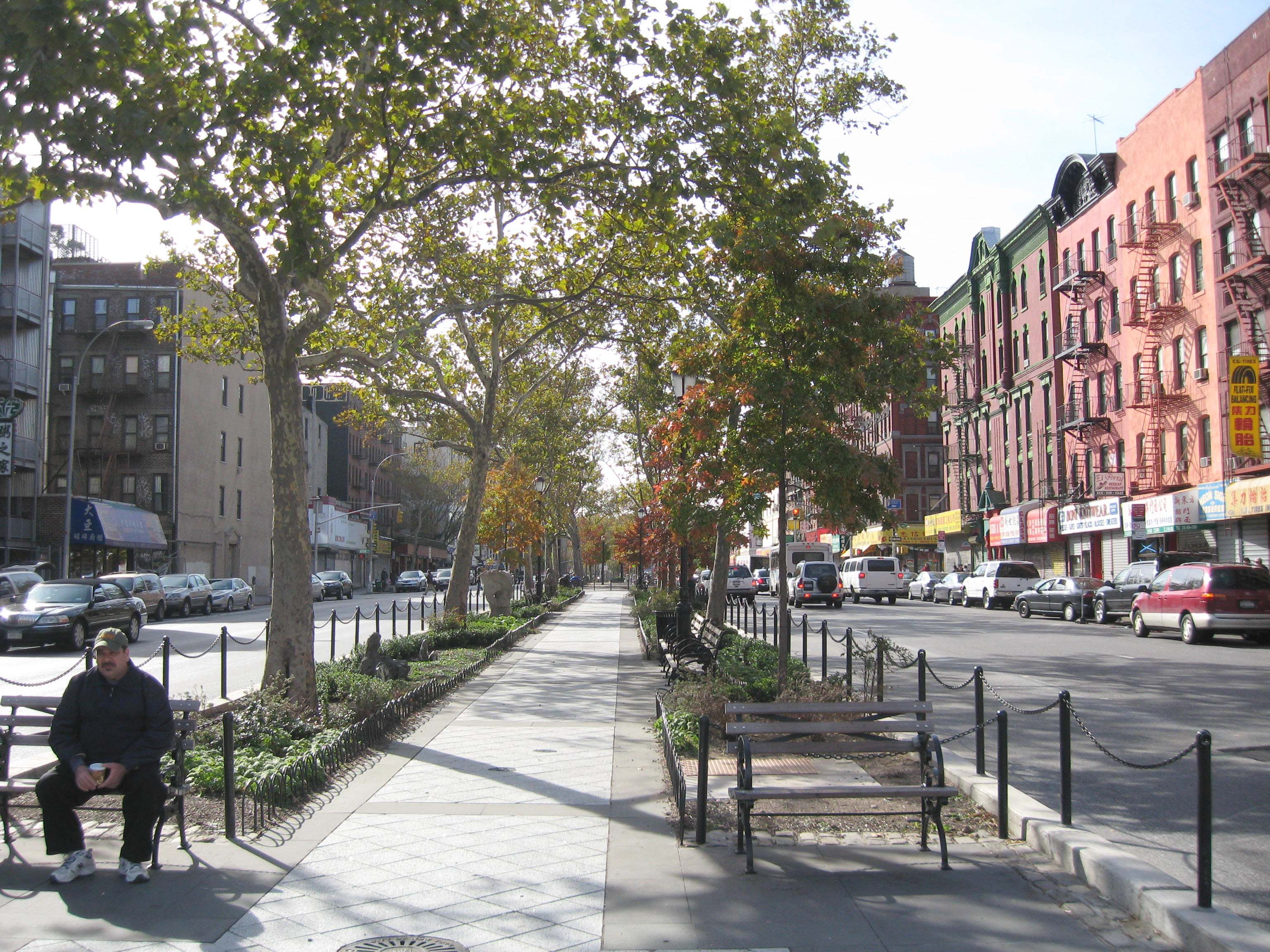
Allen Street depuis Delancey Street en 2008.

Allen Street est une rue de l'arrondissement de Manhattan à New York. 

## Situation et accès
Elle est orientée nord/sud et traverse les quartiers de Chinatown et du Lower East Side.
Elle débouche au sud sur Pike Street, et au nord sur la Première Avenue, et est séparée en deux par un terre-plein central.

## Origine du nom
Son nom vient du captaine William Henry Allen, le plus jeune capitaine de la Navy en 1812, tué à l'âge de 28 ans.

## Historique
Avant 1799, elle était appelée « Chester Street », puis renommée « Asylum Street » en 1806. Elle a été élargie dans les années 1930.